# Lena Rais
Lena Rais ist ein mit mehreren Bundesfilmpreisen ausgezeichneter, deutscher Spielfilm aus dem Jahre 1979 von Christian Rischert mit Krista Stadler in der Titelrolle einer vom Ehealltag frustrierten und daraufhin aufbegehrenden Frau. Tilo Prückner spielt ihren schlichten, abgestumpften und brutalen Ehemann.

## Handlung
Die Titelheldin ist eine Frau mittleren Alters. Lena ist seit anderthalb Jahrzehnten verheiratet mit dem Maurerpolier Albert Rais. Das Paar hat drei Kinder. Wenn ihr Mann abends nach Hause kommt, ist er erschöpft und will nur noch seine Ruhe und ein Bier haben, um es sich die nächsten Stunden vor dem Fernseher gemütlich zu machen. Die gelegentlichen sexuellen Kontakte lassen Lena unbefriedigt. Sie wirkt phasenweise wie betäubt, sprachlos und doch voller Wut. Sie will ihr Leben ändern und in ihrer unkonventionellen, emanzipierten Freundin Hella findet sie Unterstützung. Lenas erste Schritte bestehen in Einzelaktionen wie einem spontanen Hundekauf.
Als sie von daheim flieht und bei Hella einzieht, holt Albert sie kurz darauf mit Gewalt wieder zu sich zurück. Lena fordert in der Folge ihren Mann mit kleinen Provokationen heraus. Dieser versteht nicht, was plötzlich in seine Frau gefahren sein muss und mauert sich hinter seinen „altbewährten“, letztlich aber überkommenen und ziellosen Verhaltensweisen ein. Die Auseinandersetzungen zwischen den Eheleuten steigern sich weiter aus, bis Lena mit Hellas Hilfe und der eines spindeldürren, intellektuellen Trinkers und gesellschaftlichen Verlierers namens Rohlfs, als Siegerin hervorgeht.

## Produktionsnotizen
Lena Rais entstand in einer Film-Fernseh-Gemeinschaftsproduktion zwischen dem 14. Mai und dem 29. Juni 1979 in München und wurde im Rahmen des ersten Hamburger Filmfests am 13. September 1979 uraufgeführt. Kinostart war am 16. Mai 1980.
Ulrich Maass übernahm die Produktionsleitung. Hans Gailling kümmerte sich um die Ausstattung, Elfriede Kurz entwarf die Kostüme.

## Preise und Auszeichnungen
Der Film wurde mit drei Bundesfilm-Preisen (darunter ein Filmband in Gold für Krista Stadler als beste Hauptdarstellerin und ein weiteres für Nikolaus Paryla als bester Nebendarsteller) und als bester Deutscher Film von der Gilde Deutscher Filmkunst-Theater ausgezeichnet. Lena Rais war auch offizieller deutscher Beitrag bei den Film-Festspielen von Venedig.

## Kritiken
Der Film erhielt nicht nur mehrere Filmpreise, sondern auch durchgehend gute Kritiken. Nachfolgend drei Beispiele:
Wolf Donner fand, „»Lena Rais« ist eine Rarität im neuen deutschen Kino, ein überzeugender Frauenfilm, von Männern gemacht“. In einer längeren Betrachtung in Der Spiegel heißt es weiter: „Rischert …, fast nur als Dokumentarist bekannt, knüpft mit »Lena Rais« an seinen ersten Spielfilm »Kopfstand, Madam« von 1966 an. Souverän kontrastiert er die verbalen und szenischen Aufregungen mit leisen Sequenzen, oder er kurbelt sie zu grotesk turbulenten Delirien hoch, nach denen die Akteure, wie Überlebende einer Sturmflut, erschöpft und ausdruckslos in den Ecken ihrer verstopften Wohnhöhlen kauern. (…) Krista Stadler und Tilo Prückner stehen das emotionale Wechselbad dieser Beziehung bewunderswert durch. Er ist im Grunde die schwache Figur, flatternd vor Angst, mit Macho-Attitüden seine Erbärmlichkeit bekämpfend, bedrohlich und bemitleidenswert. Sie dagegen strahlt die Kraft der Unterdrückten aus, keine Nora, keine moderne Emanzipierte, sondern eine Frau, die sich wie von einem lästigen Druck befreit.“

„Rischert schwelgt nicht im Küchenrealismus. Ihn interessiert das Typische am Sozialcharakter seiner Figuren. So gleiten die Schauspieler, auch um den Preis, massiv unsympathisch zu wirken, nie ins naturalistische Rührstück ab.“

Im Lexikon des Internationalen Films empfand den Film als „sehenswert“. Weiters heißt es: „Ein unpathetisches, unterhaltsam inszeniertes Lehrstück, das zwar Klischees nicht immer vermeidet, dessen aufklärerischer Humor jedoch das Problembewußtsein weckt.“